# Irska flauta
Irska flauta ili škotska flauta je drvena flauta, koja se najviše koristi u irskoj glazbi.
Nastala je u prvoj polovici 19. stoljeća, ali ne u Irskoj, nego u Engleskoj. Izumitelj je Charles Nicholson, koji je preradio njemačku flautu. Irska flauta je jedinstvena po većim rupama u odnosu na ostale flaute. Daje snažni i malo promukli zvuk.
Jedan od najpoznatijih modela je Rudall & Rose (pogotovo modeli iz razdoblja 1830. – 1840.). Neki glazbenici vole model, koji je u 1860-im razvio flautist Robert Sidney Pratten.
Uglavnom imaju 8 tipki. Najmanje imaju 4 tipke, a nekada 6 ili 7 tipki. Radi se od raznih vrsta drva, u prošlosti obično od drveta iz Jamajke, lat. Brya ebenus, ali postoje i od ebanovine ili šimšira. Tipke su obično srebrne.